# Dominik Hrbatý
Pour les articles homonymes, voir Hrbatý.
Dominik Hrbatý, né le 4 janvier 1978 à Bratislava, est un joueur de tennis slovaque, professionnel sur le Circuit ATP de 1996 à 2010.
Surnommé « Dominator », il a été élu en 1996 par l'ATP « révélation de l'année ». Il était entraîné par Tibor Toth. Il est le seul joueur avec Àlex Corretja et Novak Djokovic (en juillet 2020, ce dernier étant toujours en activité ainsi que les deux joueurs concernés) à avoir un ratio positif à la fois face à Rafael Nadal et face à Roger Federer.

## Carrière
Dominik Hrbatý a remporté six titres en simple sur le circuit ATP : en 1998 à Saint-Marin, en 1999 à Prague, en 2001 à Auckland et en 2004 à Adelaide, Auckland et Marseille. Son meilleur classement à l'ATP est une 12e place mondiale, atteinte le 18 octobre 2004.
Sa meilleure performance en Grand Chelem est une demi-finale aux Internationaux de France de tennis en 1999 où il résista longtemps à Andre Agassi.
Il remporte son dernier tournoi lors de l'Open 13 de Marseille le 29 février 2004, battant en finale le Suédois Robin Söderling en trois sets (4-6, 6-4, 6-4).
À Perth en 2005, associé à sa compatriote Daniela Hantuchová, il remporte la Coupe Hopman. Un tournoi qu'il a également gagné en 2009, au côté de la Slovaque Dominika Cibulková
En finale de la Coupe Davis 2005 face à la Croatie, Hrbatý remporte ses deux matchs en simple contre Mario Ančić et Ivan Ljubičić. La Slovaquie s'incline néanmoins 3 à 2.
En 2006, il atteint la finale du Masters de Paris-Bercy, où il perd face au Russe Nikolay Davydenko.
Le 22 novembre 2010, il annonce qu'il met un terme à sa carrière, riche de six titres ATP et d'une finale de la Coupe Davis en 2005.

## Parcours dans les tournois duGrand Chelem

### En simple
| Année | Open d'Australie | Open d'Australie | Internationaux de France | Internationaux de France | Wimbledon       | Wimbledon     | US Open         | US Open         |
| ----- | ---------------- | ---------------- | ------------------------ | ------------------------ | --------------- | ------------- | --------------- | --------------- |
| 1997  | 1/8 de finale    | P. Sampras       | 1er tour (1/64)          | M. Rosset                | 1er tour (1/64) | T. Johansson  | 1er tour (1/64) | H. Gumy         |
| 1998  | 1er tour (1/64)  | S. Draper        | 3e tour (1/16)           | A. Berasategui           | 1er tour (1/64) | P. Sampras    | 2e tour (1/32)  | J. Siemerink    |
| 1999  | 1er tour (1/64)  | D. Vacek         | 1/2 finale               | A. Agassi                | 1er tour (1/64) | M. Woodforde  | 1er tour (1/64) | C. Moyà         |
| 2000  | 1er tour (1/64)  | F. Clavet        | 2e tour (1/32)           | A. Calleri               | 2e tour (1/32)  | B. Black      | 1/8 de finale   | R. Krajicek     |
| 2001  | 1/4 de finale    | P. Rafter        | 2e tour (1/32)           | O. Rochus                | 1er tour (1/64) | R. Sluiter    | 2e tour (1/32)  | A. Costa        |
| 2002  | 1/8 de finale    | J. Novák         | 1er tour (1/64)          | M. Kratochvil            | 1er tour (1/64) | I. Kafelnikov | 3e tour (1/16)  | M. Mirnyi       |
| 2003  | 1er tour (1/64)  | X. Malisse       | 2e tour (1/32)           | M. Zabaleta              | 1er tour (1/64) | P. Srichaphan | 2e tour (1/32)  | P. Srichaphan   |
| 2004  | 3e tour (1/16)   | S. Grosjean      | 2e tour (1/32)           | R. Sluiter               | 3e tour (1/16)  | M. Ančić      | 1/4 de finale   | T. Henman       |
| 2005  | 1/4 de finale    | M. Safin         | 1er tour (1/64)          | J. Tipsarević            | 2e tour (1/32)  | G. Monfils    | 1/8 de finale   | L. Hewitt       |
| 2006  | 1/8 de finale    | N. Davydenko     | 3e tour (1/16)           | L. Hewitt                | 1er tour (1/64) | D. Bracciali  | 1er tour (1/64) | M. Youzhny      |
| 2007  | 3e tour (1/16)   | M. Ančić         | 1er tour (1/64)          | B. Ulihrach              | 1er tour (1/64) | A. Seppi      | 1er tour (1/64) | Lee H-t.        |
| 2008  | —                | —                | 1er tour (1/64)          | J. Acasuso               | 1er tour (1/64) | R. Federer    | 1er tour (1/64) | G. García-López |
| 2009  | 2e tour (1/32)   | D. Ferrer        | —                        | —                        | —               | —             | —               | —               |

N.B. : à droite du résultat se trouve le nom de l'ultime adversaire.

### En double
| Année | Open d'Australie             | Open d'Australie        | Internationaux de France    | Internationaux de France  | Wimbledon                       | Wimbledon                   | US Open                     | US Open                       |
| ----- | ---------------------------- | ----------------------- | --------------------------- | ------------------------- | ------------------------------- | --------------------------- | --------------------------- | ----------------------------- |
| 1999  | —                            | —                       | 1er tour (1/32) C. Haggard  | B. Coupe P. Goldstein     | —                               | —                           | —                           | —                             |
| 2000  | 2e tour (1/16) Eric Taino    | D. Macpherson P. Nyborg | 1/8 de finale Martin Damm   | Jiří Novák David Rikl     | 1er tour (1/32) G. Kuerten      | D. Johnson Piet Norval      | 1/8 de finale Martin Damm   | D. Macpherson G. Stafford     |
| 2001  | 1er tour (1/32) R. Federer   | T. Shimada M. Wakefield | 1er tour (1/32) Martin Damm | M. Hill J. Tarango        | 1er tour (1/32) Martin Damm     | M.-K. Goellner A. Olhovskiy | 2e tour (1/16) V. Voltchkov | E. Ferreira Rick Leach        |
| 2002  | —                            | —                       | 1/8 de finale André Sá      | Martin Damm Cyril Suk     | —                               | —                           | 1er tour (1/32) André Sá    | L. Harper-Griffith Eric Taino |
| 2003  | —                            | —                       | 1er tour (1/32) André Sá    | J. Björkman T. Woodbridge | 1/8 de finale André Sá          | M. Knowles D. Nestor        | 1er tour (1/32) André Sá    | M. Bhupathi Max Mirnyi        |
| 2004  | 1er tour (1/32) Karol Beck   | W. Arthurs Paul Hanley  | 1er tour (1/32) T. Berdych  | F. Browne Ivo Karlović    | 2e tour (1/16) G. Oliver        | J. Gimelstob S. Humphries   | 2e tour (1/16) J. Levinský  | J. Björkman T. Woodbridge     |
| 2005  | 1er tour (1/32) T. Cibulec   | W. Arthurs Paul Hanley  | 1er tour (1/32) André Sá    | X. Malisse O. Rochus      | 1/4 de finale M. Mertiňák       | Bob Bryan Mike Bryan        | 2e tour (1/16) M. Mertiňák  | W. Arthurs Paul Hanley        |
| 2006  | 2e tour (1/16) M. Mertiňák   | A. Fisher J. Gimelstob  | 1/8 de finale M. Mertiňák   | L. Dlouhý P. Vízner       | 1er tour (1/32) C. Haggard      | T. Phillips R. Wassen       | 1er tour (1/32) M. Mertiňák | J. Knowle J. Melzer           |
| 2007  | 1er tour (1/32) D. Bracciali | J. Hernych V. Spadea    | 1er tour (1/32) J. Levinský | S. Aspelin J. Knowle      | 1er tour (1/32) M. Mertiňák     | H. Levy Rajeev Ram          | 1er tour (1/32) Harel Levy  | A. Kuznetsov J. Levine        |
| 2008  | —                            | —                       | 2e tour (1/16) Lee H-t.     | J. Erlich Andy Ram        | 1er tour (1/32) J. M. del Potro | J. Benneteau N. Mahut       | 2e tour (1/16) David Škoch  | Bob Bryan Mike Bryan          |

N.B. : le nom du ou de la partenaire se trouve sous le résultat ; le nom des ultimes adversaires se trouve à droite.

### En double mixte
| Année | Open d'Australie | Open d'Australie | Internationaux de France | Internationaux de France | Wimbledon                    | Wimbledon                 | US Open | US Open |
| ----- | ---------------- | ---------------- | ------------------------ | ------------------------ | ---------------------------- | ------------------------- | ------- | ------- |
| 2004  | —                | —                | —                        | —                        | 1er tour (1/32) H. Nagyová   | A. Rodionova Andy Ram     | —       | —       |
| 2005  | —                | —                | —                        | —                        | 3e tour (1/8) E. Likhovtseva | Gisela Dulko Mariano Hood | —       | —       |

N.B. : le nom de la partenaire se trouve sous le résultat ; le nom des ultimes adversaires se trouve à droite.

## Parcours dans lesMasters 1000
| Année | Indian Wells           | Miami                       | Monte-Carlo            | Rome                      | Hambourg                 | Canada                    | Cincinnati                | Stuttgart puis Madrid     | Paris                    |
| ----- | ---------------------- | --------------------------- | ---------------------- | ------------------------- | ------------------------ | ------------------------- | ------------------------- | ------------------------- | ------------------------ |
| 1997  | 1er tour T. Woodbridge | 1/8 de finale G. Ivanišević | 1er tour J. Courier    | —                         | 1er tour T. Haas         | —                         | —                         | —                         | —                        |
| 1998  | 1er tour K. Kučera     | 2e tour G. Rusedski         | —                      | —                         | 1er tour S. Doseděl      | —                         | —                         | —                         | —                        |
| 1999  | —                      | 1/4 de finale S. Grosjean   | 1er tour T. Enqvist    | 2e tour F. Mantilla       | 1er tour F. Clavet       | —                         | —                         | 2e tour N. Lapentti       | 1er tour S. Koubek       |
| 2000  | 2e tour F. Santoro     | 1/8 de finale W. Ferreira   | Finale C. Pioline      | 1/4 de finale À. Corretja | 1er tour A. Medvedev     | —                         | 1er tour C. Woodruff      | 2e tour F. Squillari      | 2e tour M. Philippoussis |
| 2001  | 1er tour J.-M. Gambill | 3e tour T. Haas             | 1er tour A. Costa      | 1er tour W. Ferreira      | 1er tour T. Haas         | 2e tour A. Martín         | 1er tour J.-M. Gambill    | 1er tour W. Ferreira      | 2e tour S. Grosjean      |
| 2002  | 1er tour J. Boutter    | 1er tour N. Davydenko       | 2e tour S. Grosjean    | —                         | —                        | 1er tour A. Roddick       | 2e tour T. Enqvist        | —                         | 2e tour T. Haas          |
| 2003  | 1er tour F. López      | 1er tour N. Escudé          | 1er tour J. Blake      | 2e tour J. Novák          | 1er tour S. Sargsian     | —                         | —                         | —                         | 2e tour M. Verkerk       |
| 2004  | 3e tour A. Agassi      | 3e tour C. Moyà             | 1er tour D. Nalbandian | 1er tour F. González      | 2e tour D. Ferrer        | 1er tour J. Melzer        | 2e tour J. Björkman       | 2e tour F. Verdasco       | 2e tour C. Saulnier      |
| 2005  | 2e tour M. Llodra      | 1/4 de finale D. Ferrer     | 1er tour D. Ferrer     | 1/4 de finale A. Agassi   | 1/8 de finale R. Gasquet | 1/4 de finale G. Rusedski | 1/8 de finale M. Safin    | 1/8 de finale I. Karlović | 1/8 de finale A. Roddick |
| 2006  | 3e tour R. Gasquet     | 2e tour S. Greul            | 2e tour D. Ferrer      | 2e tour F. Santoro        | 2e tour F. González      | 2e tour J. Benneteau      | 1/8 de finale I. Ljubičić | 2e tour T. Haas           | Finale N. Davydenko      |
| 2007  | 2e tour T. Gabachvili  | 2e tour M. Llodra           | 2e tour R. Gasquet     | 1er tour J. C. Ferrero    | 1er tour J. Mónaco       | 1/8 de finale L. Hewitt   | 1er tour M. Youzhny       | —                         | —                        |
| 2008  | —                      | 1er tour E. Gulbis          | —                      | —                         | —                        | —                         | —                         | —                         | —                        |

N.B. : sous le résultat se trouve le nom de l’ultime adversaire.